# Burmavejen
Burmavejen (eng. Burma Road, kin. 滇缅公路) er en vej, som forbinder Burma (også kaldet Myanmar) med Kina. Den forbinder Kunming i Yunnan med Lashio i Burma. Da den blev bygget, var Burma en britisk kronkoloni.
Vejen er 1.154 km lang og går i gennem barske bjergområder. Strækningerne fra Kunming til den burmesiske grænse blev bygget af 200.000 kinesiske arbejdere under 2. kinesisk-japanske krig i 1937 og blev færdige i 1938. Vejen spillede en rolle i 2. verdenskrig, hvor briterne benyttede Burmavejen til at sende krigsmateriel til Kina inden Japan kom i krig med Storbritannien. Forsyninger blev losset i Rangoon (nu Yangon) og sendt med jernbane til Lashio, hvor vejen startede i Burma. Efter at japanerne havde løbet Burma over ende i 1942, måtte De allierede forsyne Chiang Kai-shek og nationalistkineserne ad luftvejen. Disse forsyninger blev fløjet fra flyvepladser i Assam i Indien over den østlige del af Himalaya. Efter krav fra De Forenede Stater og til Winston Churchills store fortrydelse, fik britiske styrker tildelt den primære opgave i krigen mod Japan at generobre Burma og genåbne forbindelsen over land til Kina. Under britisk kommando besejrede indiske, britiske, kinesiske og amerikanske tropper, de sidste under kommando af Vinegar Joe Stilwell et japansk forsøg på at erobre Assam og generobrede i stedet det nordlige Burma. I dette område byggede de en ny vej, Ledovejen som forløb fra Ledo i Assam, gennem Myitkina hvor den mødte den gamle Burmavej ved Wandingzhen, i Yunnan i Kina. De første lastbiler nåede til den kinesiske grænse ad denne rute den 28. januar 1945. (Winston Churchill, Anden Verdenskrig, bd. VI, kap. 11.)

## Yderligere læsning
- Jon Latimer, Burma: The Forgotten War, John Murray, (2004). ISBN 0-7195-6576-6.

## Eksterne kilder
- Billeder fra Burmavejen Arkiveret 10. november 2008 hos  Wayback Machine
- WW2 – Felttog i Burma Video om Burmavejen
- WWII – Why We Fight – The Battle of China 1943 video 1
- WWII – Why We Fight – The Battle of China 1943 video 2
- Life-line to China Re-Opened, 1945/02/12 (1945) Universal Newsreel
- The Ghost Road Arkiveret 25. november 2009 hos  Wayback Machine Mark Jenkins, Outside Magazine, Oktober 2003
- Blood, Sweat and Toil along the Burma Road Arkiveret 6. januar 2008 hos  Wayback Machine Donovan Webster, National Geographic, November 2003
- Burma Road on bicycle Arkiveret 26. marts 2009 hos  Wayback Machine Erin O'Brien, The Cultured Traveler, Vol 6. april 2004
- China to Europe via a new Burma road Arkiveret 22. august 2009 hos  Wayback Machine David Fullbrook, Asia Times, 23. september 2004
- On the way to MandalayThe Sydney Morning Herald, 16. august 2008
- Los Angeles Times, "Burma's Stilwell Road: A backbreaking WWII project is revived", 30. december 2008.